# Papež Pelagij I.
Pelagij I., rimski škof, (papež) rimskokatoliške Cerkve, * okrog 505 Rim (Italsko kraljestvo) ; † 4. marec 561 Rim, (Bizantinsko cesarstvo).

## Življenjepis
Po neusmiljenih, desetletnih vojnah je Rim postal razvalina, njegovi prebivalci so se
skrivali po kampanijskih močvirjih, zakonite papeške kandidate pa so razgnali po vseh delih Evrope. O teh divjih časih govori le en nagrobni kamniti napis v preddverju cerkve, bazilike svete Marije v Trasteveru: »Pod tem spomenikom počiva duhovnik Mareas, ki je v zadnjih letih odsotnosti Vigilija branil pravo vero, kalcedonski vesoljni cerkveni zbor in cerkvena izročila, ter vse svoje premoženje razdelil med reveže; umrl je v mesecu avgustu 555."

### Apokriziarij v Carigradu
V teh izredno težavnih in zahtevnih časih je sprejel krmilo Petrove ladje v svoje roke Pelagij. Kdo je bil torej Pelagij? Izhajal je iz plemenite rimske rodovine. Njegov oče Janez je bil upravnik ene od dveh dijecez, v kateri je bila razdeljane Italija. Kot nadarjen diplomat in izobražen teolog je spremljal papeža Agapita in  Vigilija v Carigrad, kjer je deloval kot papeški apokriziarij  ( nuncij ). Odločno je nasprotoval Justinijanovi obsodbi Treh poglavij in glede tega 551 tako grajal omahljivega Vigilija, da je papež umaknil svoj podpis in njegov tozadevni spis zoper obsodbo Constitutum je Pelagijevo delo. 
Kot papež Vigilij tudi on v začetku ni hotel podpisati sklepov carigrajskega cerkvenega zbora; zato ga je dal cesar   Justinijan osamiti in zapreti v samostan, kjer je v obrambo katoliške vere napisal knjigo Refutatorium; ko je pa zvedel, da je Vigilij priznal koncilske sklepe, se je tudi sam uklonil. 

### Papež po volji bizantinskega cesarja
Justinijan je sedaj menil, da bo sposobni in izkušeni Pelagij pač najbolj primerna osebnost v pridobivanju Zahoda za priznavnje sklepov carigrajskega koncila in obsodbe Treh poglavij. Poslal ga je v Rim, kjer pa so ga hladno sprejeli, ker ga je pripeljal bizantinski vojskovodja Narzes. Zato se je vsiljenih volitev udeležilo le malo škofov. Šele 16. aprila 556 – na samo Veliko noč - sta ga posvetila škofa mest Perusinum in Ferrentinum. Papež je že takoj na začetku jasno pokazal, da ostaja zvest Kalcedonu. Sestavil je sijajno okrožnico, v kateri je poudaril pomen štirih koncilov ter poveličeval učenje Leona Velikega in njegovih naslednikov; tako je tudi Tri poglavja  pravilno osvetlil: v tem smislu namreč, da se z obsodbo Treh poglavij obsoja le tista njihova vsebina, ki je heretična - ne pa tudi njihovi avtorji. 

### Obnavljanje enotnosti
Med procesijo pri Svetem Petru je slovesno prisegel, da ni sodeloval pri Vigilijevem preganjanju. Nasprotujoče mu tuscijske škofe je povabil v Rim, da bi v skupnem pogovoru odpravili dvome. Da bi pomiril galske škofe, je napisal frankovskemu kralju Hildebertu izčrpno okrožnico, arleškemu nadškofu Sapadu (Sapadus) pa poslal palij. 
Ko so afriški in ilirski škofje opazili, da Rim popušča, so se vrnili h kršanski enotnosti. Samo milanski nadškof Vitalis in njegov naslednik Honorat (Honoratus) ter oglejski patriarh Pavlin se nista hotela pridružiti edinosti niti takrat ne, ko je cesar Justinijan zoper njih uporabil državne zakone. Tako je Pelagij uredil cerkveno povezanost z doslednim, napornim in nesebičnim delovanjem; končno je priznal tudi odloke 5. vesoljnega cerkvenega zbora.

### Dela
- V odsotnosti Vigilija je prevzel v Rimu vodilno vlogo kot papeški vikar. Zelo se je zavzemal za Rimljane, ki so veliko trpeli v spopadih med Bizantinci in Vzhodnimi Goti. Ko je njihov kralj Totila Rim zasedel, je dosegel vsaj toliko, da njegovi vojaki niso ropali in morili.
- Italija se ima zahvaliti njegovemu posredovanju, da je Justinijan prek svojih uradnikov uresničil Pragmatica sanctio, ki je podelila Italiji večjo samoupravo, a izdana je bila avgusta 554.
- Veliko zaslug si je pridobil z odlično upravo obširnih cerkvenih posestev (patrimoia Petri) v Italiji, na Siciliji, v Galiji in Afriki: tako je Rim povzdignil iz razvalin in je postal zavetnik revežev.[4][5]
- Pelagij je bil znan kot dober cerkveni prenovitelj in sposoben upravnik. Preuredil je papeško denarno upravo ter prenovil duhovniško in meniško življenje. Neutrudno je obnavljal zakon in red v Rimu ter okoliških pokrajinah po celi vrsti vojn, ki so opustošile deželo.[6]

## Smrt in češčenje
Papež Pelagij je umrl 4. marca 561 v Rimu. Pokopan je tam, v cerkvi svetega Petra. Pelagij je umrl torej po štirih letih, desetih mesecih in osemnajstih dneh pontifikata. 
Epitaf na njegovem grobu ga slavi kot »rector apostolicae fidei« (upravnika apostolske vere), ki je v nekem strašnem stoletju skrbel za Cerkev, se trudil za izvajanje jasnih odločitev svetih očetov, lajšal gmotno stisko mnogim revežem. . 
Nekateri viri ga imajo za svetnika. V sedanjem svetniškem koledarju ga ni.